# 蘇·葛拉芙頓

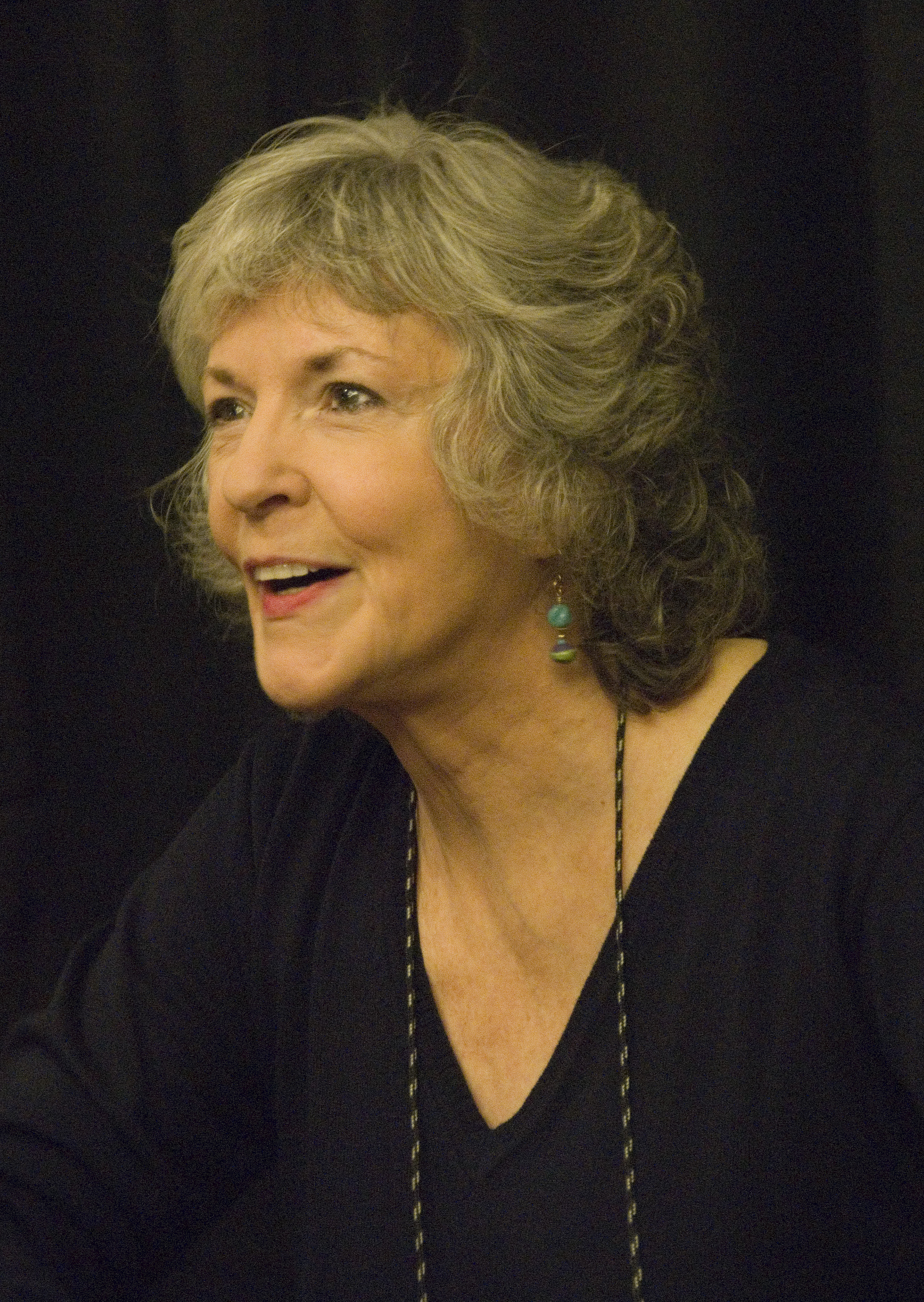
2009年攝於印第安納波利斯的葛拉芙頓

蘇·葛拉芙頓 （英語：Sue Grafton，1940年4月24日—2017年12月28日），生於美國肯塔基州路易維爾，是美國當代著名的女性偵探小說作家。
葛拉芙頓最著名的作品是女私家偵探金絲·梅芳（Kinsey Millhone）的探案系列，作品標題以英文字母做為開頭。雖作品相當暢銷、有26種語言譯本，但她始終拒絕自己的作品被改編為電影或是電視劇。她女兒也表示葛拉芙頓堅決反對他人代筆。
2017年12月28日因癌症於加州聖巴巴拉離世。

## 作品

### 金絲·梅芳系列
1. 《不在場證明》（"A" Is for Alibi）1982年
2. 《瞞天過海》（"B" Is for Burglar）1985年
3. 《死亡陷阱》（"C" is for Corpse）1986年
4. 《兇手的意外》（"D" Is for Deadbeat）1987年
5. 《鐵證如山》（"E" Is for Evidence）1988年
6. 《亡命之徒》（"F" Is for Fugitive）1989年
7. 《魅影殺手》（"G" Is for Gumshoe）1990年
8. 《異色狙殺》（"H" Is for Homicide）1991年
9. 《孤注一擲 (1992年小說)》（"I" Is for Innocent）1992年
10. 《變調的審判》（"J" Is for Judgment）1993年
11. 《情色殺機》（"K" Is for Killer）1994年
12. 《法外正義》（"L" Is for Lawless）1995年
13. 《金色預謀》（"M" Is for Malice）1996年
14. 《殺意的圈套》（"N" Is for Noose）1998年
15. 《逍遙法外》（"O" Is for Outlaw）1999年
16. 《危机四伏》（"P" Is for Peril）2001年
17. 《猎物追击》（"Q" Is for Quarry）2003年
18. 《让子弹飞》（"R" Is for Ricochet）2004年
19. 2005年
20. 《非法入侵》（"T" Is for Trespass）2007年
21. 2009年
22. 2011年
23. 2013年
24. 2015年
25. 2017年

## 外部連結
- （英文）Sue Grafton （页面存档备份，存于） 官方網站
- Sue Grafton在互联网电影资料库（IMDb）上的資料（英文）